# Bélgica Castro
Bélgica Castro Serra (Concepção, 6 de março de 1921 – 6 de março de 2020) foi uma atriz chilena que participou em mais de cem obras teatrais.

## Biografia
Filha de pais espanhóis, nasceu em Concepção e estudou em Temuco. Em 1940, viajou a Santiago para estudar castelhano no Instituto Pedagógico da Universidade de Chile, onde se integrou ao grupo de teatro Cadip. Logo, junto com outros jovens artistas liderados por Pedro da Barra fundaram o Teatro Experimental da Universidade de Chile em 1941. Contratada pela BBC, passou no ano 1949 em Londres.
Tendo-se retirado do Teatro da Universidade de Chile, formou com Alejandro Sieveking sua própria companhia, O Teatro do Ángel. Posteriormente,  desde 1974 até fins de 1984, arraigaram-se em Costa Rica, onde também obteve sucessos notáveis com a mesma companhia.
Foi professora de História do Teatro na Escola de Teatro da Universidade de Chile durante catorze anos e de Atuação na Escola de Teatro da Universidade Católica de Chile e na Universidade de Costa Rica.
Em 1995, outorgou-se-lhe o Prêmio Nacional de Artes da Representação e Audiovisuais. Em 2001, recebeu o prêmio APES outorgado pela Associação de Jornalistas de Espetáculos a sua trajetória, e em 2007 foi indicada ao Prêmio Altazor como Melhor Atriz de Teatro por seu papel na faz Cabeça de ovni.
Tem atuado em numerosos filmes chilenos, entre as que destacam Hollywood é assim (1944) de Jorge Délano, O final do jogo (1970) de Luis Cornejo; Palomita branca (1973), Dias de campo (2004) e a minisserie A recta província (2007) de Raúl Ruiz, O desquite (1999) e A boa vida (2008) de Andrés Wood, e baixo a direção de Ricardo Larraín participou em ChilePuede (2008) onde personificava a um cientista russo, papel pelo que lhe foi concebido o Prêmio Paoa do Festival Internacional de Cinema de Vinha do Mar à Melhor Atriz Protagônica Nacional e o prêmio APES à Melhor Atriz de Partilha.
Por seu papel no filme A vida mata-me, ópera prima do diretor Sebastião Silva (A nana), obteve em 2008 o Prêmio Altazor das Artes Nacionais na categoria Melhor Atriz de Cinema. Em 2009, repetiu o mesmo galardão por seu papel na boa vida de Andrés Wood. Em 2010, voltou ao ecrã grande no filme Gatos velhos de Sebastião Silva, junto a seu esposo Alejandro Sieveking, Claudia Celedón e Catalina Saavedra; seu papel principal valeu-lhe o prêmio à Melhor Atriz no XVI Festivalisimo, Festival de Cinema Ibero-latino-americano de Montreal.
Morreu em 6 de março de 2020, no dia em que completou 99 anos.

## Filmografía

### Cinema
- Hollywood é assim (1944)
- O final do jogo (1970)
- Palomita branca (1973) - avó
- O lança (1997)
- O homem que imaginava (1998) - Graça
- O desquite (1999) - Margarita
- Dias de campo (2004) - Paulita
- A vida mata-me (2007)
- ChilePuede (2008) - Iván Kurnikov
- A boa vida (2008) - Leonor
- Freezer (2008)
- Gatos velhos (2010) - Isidora

### Televisão
- O guaripola
- Juani em Sociedade
- O sal do deserto (1972) - Eduviges
- A recta província (2007) - Rosalba
- Litoral (2008) - senhora

## Prêmios

### Prêmios APES
| Ano  | Categoria                 | Produção   | Resultado | Ref. |
| ---- | ------------------------- | ---------- | --------- | ---- |
| 2001 | Trajectória               | Ganhadora  |           |      |
| 2007 | Melhor actriz de partilha | ChilePuede | Ganhadora |      |

### PrêmiosAltazor
| Ano  | Categoria               | Produção                      | Resultado | Ref.  |
| ---- | ----------------------- | ----------------------------- | --------- | ----- |
| 2007 | Melhor actriz de teatro | Cabeça de Ovni                | Indicada  |       |
| 2008 | Melhor actriz de cinema | A vida mata-me                | Ganhadora |       |
| 2009 | Melhor actriz de cinema | A boa vida                    | Ganhadora |       |
| 2013 | Melhor actriz de teatro | Todo o passageiro deve descer | Ganhadora | [ 3 ] |
| 2013 | Melhor actriz de cinema | Gatos velhos                  | Ganhadora | [ 3 ] |

### PrêmiosPedro Sienna
| Ano  | Categoria                          | Produção     | Resultado | Ref. |
| ---- | ---------------------------------- | ------------ | --------- | ---- |
| 2010 | Melhor actriz protagónica feminina | Gatos velhos | Ganhadora |      |